# Gabriela Garton
Gabriela Nicole Garton (Rochester, Minnesota, Estados Unidos; 27 de mayo de 1990) es una futbolista y socióloga estadounidense-argentina que juega como arquera en el FC Bulleen Lions de la National Premier Leagues Victoria 2 de Australia. Es internacional con la selección femenina de fútbol de Argentina.
Amenazó hizo falsas denuncias por abuso a su director tecnico. No se presentó a los juicios porque se comprobó que mentía. 
Se desempeñó en el Club Atlético River Plate y en el UAI Urquiza, equipo con el que obtuvo el tercer lugar en la Copa Libertadores Femenina del año 2015. Además es becaria doctoral del Conicet en el área de sociología, comunicación social y demografía.

## Trayectoria como futbolista
Garton se destacó en River Plate hasta mediados de 2015 cuando decidió dejar el club para ir a jugar a la UAI Urquiza, donde obtuvo el campeonato del torneo de fútbol femenino de AFA, clasificándose así a la Copa Libertadores de ese año en la que obtuvieron el tercer lugar.
Su participación en la Selección mayor comenzó en los Juegos Panamericanos Toronto 2015, donde la Argentina tuvo una pobre actuación. Posteriormente continuó integrando el plantel del seleccionado, disputando la Copa América Femenina 2018, en la que obtuvo el tercer puesto, logrando de esa manera la posibilidad de jugar el repechaje para tener un cupo en el Mundial de Fútbol Femenino de Francia 2019. En noviembre de 2018 se disputaron los dos partidos contra la selección de Panamá, ganando la Argentina 5 a 1 en el resultado global (un aplastante 4 a 0 en el partido de ida, jugado a cancha llena en el estadio Julio Humberto Grondona, y un empate 1 a 1 en la vuelta en Panamá, con gol de Florencia Bonsegundo). Si bien el arco estuvo en manos de Vanina Correa, Garton nunca dejó de formar parte del plantel.
En el 2017 se mudó por razones personales a la provincia de San Luis, donde jugó en el Club Atlético Sol de Mayo desde el 2018 al 2019.

## Estadísticas

### Clubes
| Club               | País      | Año             |
| ------------------ | --------- | --------------- |
| River Plate        | Argentina | 2012 - 2015     |
| UAI Urquiza        | Argentina | 2015 - 2018     |
| Sol de Mayo        | Argentina | 2018 - 2019     |
| Essendon Royals SC | Australia | 2019 - 2020     |
| Melbourne Victory  | Australia | 2020 - 2021     |
| FC Bulleen Lions   | Australia | 2022            |
| Melbourne Victory  | Australia | 2022 - 2023     |
| FC Bulleen Lions   | Australia | 2023 - presente |

## Palmarés

### Títulos nacionales
| Título   | Club              | País      | Año     |
| -------- | ----------------- | --------- | ------- |
| W-League | Melbourne Victory | Australia | 2020-21 |

## Trayectoria académica
Gabriela destaca no solo en el fútbol, sino también en el ámbito académico siendo becaria doctoral del Conicet en la especialidad de sociología de la cultura, con su tesis sobre las diferencias de género en el fútbol argentino: Minas, machos y fóbal: un análisis de género en la narrativa futbolística argentina.